# Biblioteca El Tunal
La Biblioteca Pública Gabriel García Márquez, diseñada por los arquitectos Suely Vargas Nóbrega, Manuel Antonio Guerrero y Marcia Wanderley, fue inaugurada el 10 de mayo de 2001, formando parte del Parque El Tunal, al sur de Bogotá. 
Está dividida interiormente en cinco zonas, área de acceso, sala de adultos y adolescentes o jóvenes, sala de niños, extensión cultural y área administrativa. Forma parte de la red de bibliotecas públicas Biblored y recibe alrededor de 4000 personas diarias de diferentes edades. el 18 de junio de 2014 mediante el Acuerdo n.º 556 (artículo tercero) del Concejo de Bogotá, pasa a llamarse Biblioteca Pública Gabriel García Márquez, para homenajear al escritor y Premio Nobel Colombiano.

## Datos generales
Tiene un área de 6.826 m² y una capacidad para 110.000 volúmenes. Es una estructura con tres pisos con diferentes salas especializadas. En la parte central se encuentran la sala de referencia, de literatura y general. Dentro de la sala general se encuentra la videoteca y la sonoteca, donde se pueden ver documentales y escuchar música, respectivamente.
En las diferentes salas hay mesas de lectura, catálogos electrónicos y hemeroteca. La biblioteca también cuenta con salas para trabajo en grupo, salas de computadores destinados a internet, multimedia y capacitación.
En las salas laterales se encuentra el área infantil, la Sala Bogotá, el auditorio una sala de Internet y una plaza-café. El área infantil consta de una sala de lectura, computadores, ludoteca y patios para actividades al aire libre. La Sala de Bogotá es una sala especializada con la información referente a la ciudad, patrocinada por la Cámara de Comercio de Bogotá. Al lado de su entrada principal encontramos una escultura de Gandhi.
El área de extensión cultural se compone de un auditorio para 250 personas, salas de conferencias modulares con capacidad hasta para 150 personas.

## Acceso
Por la avenida Ciudad de Villavicencio y la estación de TransMilenio llamada Biblioteca, ubicada en dicha avenida. Además de la calle 48 B Sur, y el sistema de transporte público.